# 三重県立くわな特別支援学校
三重県立くわな特別支援学校（みえけんりつ くわなとくべつしえんがっこう ）は、三重県桑名市東方にある県立特別支援学校。知的障害のある児童・生徒が学ぶ。校地は三重県立桑名高等学校衛生看護分校の跡地を利用している。

## 設置学部
- 小学部
- 中学部
- 高等部

## 通学区域
| - 桑名市 - いなべ市 | - 桑名郡木曽岬町 - 員弁郡東員町 |

## 交通
- 近鉄名古屋線、JR東海関西本線、養老鉄道養老線桑名駅下車
  - 東口より桑名市コミュニティバスK-バス北部ルート看護学校前下車徒歩3分。
  - 西口より徒歩15分。
- 養老鉄道養老線播磨駅下車徒歩6分。

## 歴史
- 2012年（平成24年）
  - 2月16日 - 校章決定[2]。デザインは三重県立特別支援学校北勢きらら学園の卒業生である近藤敦也[3]。
  - 4月1日 - 開校。